# Poço Fundo
Poço Fundo is een gemeente in de Braziliaanse deelstaat Minas Gerais. De gemeente telt 15.916 inwoners (schatting 2009).

## Aangrenzende gemeenten
De gemeente grenst aan Campestre, Carvalhópolis, Espírito Santo do Dourado, Ipuiúna, Machado, São João da Mata, en Turvolândia.